# Ahmed Abdallah
Ahmed Abdallah (12 de junho de 1919 - 26 de novembro de 1989) foi um estadista comorense. Primeiro presidente das Comores, em 1978, Ahmed conseguiu reeleger-se em 1984. Foi vítima de um atentado em novembro de 1984, numa tentativa de golpe de estado, organizada logo após a aprovação por referendo de uma reforma constitucional, na qual permitir-lhe-ia disputar um terceiro mandato na posição de presidente.